# Robert del Naja
Robert del Naja, även känd som 3D, född 21 januari 1965 i Bristol, är en brittisk graffitikonstnär, musiker och författare. Han är medlem i musikgruppen Massive Attack.
Robert del Naja har föreslagits vara den verkliga personen bakom den anonyma konstnären Banksy.